# Merizocera picturata
Merizocera picturata là một loài nhện trong họ Ochyroceratidae. Loài này phân bố ở Sri Lanka.